# Tessy Thomas
Pour les articles homonymes, voir Thomas (nom de famille).
Tessy Thomas (née en avril 1963) est une scientifique indienne et directrice générale des systèmes aéronautiques et l'ancienne directrice de projet du missile Agni-IV à l'Organisation de recherche et développement pour la défense. Elle est la première femme scientifique à diriger un projet de missile en Inde.

## Biographie

### Jeunesse
Tessy Thomas est née en avril 1963 à Alappuzha, dans le Kerala,. Elle est nommée d'après Mère Teresa (« Tessy » étant un dérivé de Teresa ou Tressia. Il existe des informations contradictoires quant à savoir si son père était un officier de l'Indian Foreign Service (IFS) ou un petit homme d'affaires ou comptable,,. Quand Thomas avait 13 ans, son père a été victime d'un accident vasculaire cérébral qui a paralysé son côté droit. Sa mère, qui était enseignante, est restée femme au foyer pour s'occuper de la famille dans un état aussi désastreux,.
Elle grandit près de la station de lancement de fusées équatoriales de Thumba et explique que sa fascination pour les fusées et les missiles a commencé alors. Elle se dit même émerveillée par les vols d'avion,.
Thomas a quatre autres sœurs et un frère. Elle a mentionné dans des interviews que ses parents s'assuraient que leurs enfants recevaient une éducation appropriée et encourageaient les six frères et sœurs à poursuivre des carrières dans leur propre intérêt afin qu'ils puissent exceller. Deux de ses frères et sœurs sont ingénieurs tandis qu'un autre poursuivait un MBA,.
Thomas a crédité sa ville natale et sa mère pour son développement personnel. « J'ai grandi avec les jolis backwaters du Kerala comme arrière-cour. Je suppose que la nature vous donne de la force et de bonnes pensées. Le pouvoir de la nature ne peut pas être sapé dans son développement. » De sa mère, elle a dit : « Cela a dû être difficile pour ma mère – qui n'avait pas le droit de travailler – de s'occuper de nous toute seule. Pourtant, elle a veillé à ce que chacune de ses cinq filles et un fils aient une bonne éducation... J'ai hérité de sa forte volonté à coup sûr. Je suis tout aussi persévérante et déterminée que ma mère, »

### Éducation
Tessy Thomas a étudié à l'école secondaire supérieure St. Michael's et à l'école secondaire supérieure pour filles St. Joseph à Alappuzha, excellant en mathématiques et en physique. Elle a obtenu un score de cent pour cent en mathématiques au cours de ses 11e et 12e années d'école. Au cours des mêmes années, elle a également obtenu plus de quatre-vingt-quinze pour cent en sciences,,. Elle a contracté un prêt d'études de 100₹ par mois auprès de la State Bank of India pour étudier l'ingénierie au Government Engineering College de Thrissur. Elle a également reçu une bourse qui couvrait ses frais de scolarité après avoir été inscrite dans les dix premiers étudiants de la liste de mérite lors de ses admissions. Le prêt lui a donné le courage de vivre dans une auberge tout en poursuivant son B.Tech,.
À l'école et au collège, Tessy a participé à des activités parascolaires, y compris des questions politiques. Elle excellait dans les sports, en particulier le badminton.
Elle est également titulaire d'un M.Tech en missiles guidés de l'Institute of Armament Technology, Pune (maintenant connu sous le nom de Defense Institute of Advanced Technology). Elle a également poursuivi un MBA en gestion des opérations et un doctorat. dans les missiles de guidage sous l'Organisation de recherche et de développement pour la défense.

### Carrière
Thomas rejoint l'Organisation de recherche et développement pour la défense en 1988, où elle a travaillé sur la conception et le développement du missile balistique de nouvelle génération, Agni. Elle est nommée par A. P. J. Abdul Kalam pour le projet Agni. De plus, Thomas était la directrice de projet associée du projet de missile Agni-III d'une portée de 3 000 km. Elle a été directrice de projet pour la mission Agni IV qui a été testée avec succès en 2011. Plus tard, Thomas est nommée directrice de projet de la gamme Agni-V de 5 000 km en 2009, qui est testée avec succès le 19 avril 2012. En 2018, elle devient directrice générale des systèmes aéronautiques du DRDO.
Elle est membre de l'Indian National Academy of Engineering (INAE), de l'Institution of Engineers-India (IEI) et du Tata Administrative Service (TAS).

## Vie privée
Elle est mariée à Saroj Kumar, un commandant de la marine indienne et ils ont un fils, Tejas.

## Distinctions
Tessy Thomas a reçu le prix national Lal Bahadur Shastri pour sa contribution à l'indépendance de l'Inde dans le domaine de la technologie des missiles,.
Elle a également reçu le prix Dr Thomas Cangan Leadership de la Faculté des études de gestion - Institut de gestion rurale de Jaipur (FMS-IRM) en 2018.

## Ouvrages
- (en) Tessy Thomas, « Schéma d'orientation pour les véhicules à propulsion solide pendant la phase atmosphérique », Defence Science Journal, vol. 55, no 3,‎ 1er juillet 2005, p. 253–264 (DOI 10.14429/dsj.55.1987 )
- R. Sudhakar, M. Venkanna, B. V. Papa Rao et Tessy Thomas, 30th International Symposium on Ballistics, 2017 (ISBN 978-1-60595-419-6, DOI 10.12783/ballistics2017/16878), « Prediction of Real Gas and Non-Equilibrium Effects in the Gas Dynamic of Canister Launch Missile »
- Tessy Thomas, D R Jahagirdar, I V Murali Krishna et L. Varaprasad, « Remodelage de trajectoire en ligne pour un lanceur afin de minimiser l'erreur finale causée par la navigation et le guidage », Defence Science Journal, New Delhi, vol. 63, no 3,‎ mai 2013
- Shrikant Ghogale, M. Venkanna, B.V. Papa Rao et Tessy Thomas, 30e Symposium international sur la balistique, 2017 (ISBN 978-1-60595-419-6, DOI 10.12783/ballistics2017/16860), « Défis de développement lors de la réalisation d'un moteur-fusée à haute progressivité »